# Jan Arnow
Jan Arnow (Chicago, Illinois, 1947) es una profesora y activista social estadounidense, más conocida por su trabajo como fundadora y directora del Institute for Intercultural Understanding (Instituto para el entendimiento intercultural), el Proyecto No Más Violencia y el Stand and Be Counted group. Es autora de ocho libros, profesora y artista.